# Gloria Ioriatti
Gloria Ioriatti (* 18. Mai 2000 in Esine) ist eine italienische Shorttrackerin.

## Werdegang
Ioriatti, die für die G. S. Fiamme Oro startet, trat international erstmals in der Saison 2015/16 in Erscheinung. Dabei kam sie bei den Juniorenweltmeisterschaften 2016 in Sofia auf den 32. Platz im Mehrkampf sowie auf den zehnten Rang mit der Staffel und bei den Olympischen Jugend-Winterspielen 2016 in Lillehammer auf den 15. Platz über 500 m auf den achten Rang über 1000 m sowie auf den siebten Platz mit der Mixed-Staffel. In den folgenden Jahren lief sie bei den Juniorenweltmeisterschaften 2017 in Innsbruck auf den 25. Platz im Mehrkampf sowie auf den fünften Rang mit der Staffel und bei den Juniorenweltmeisterschaften 2018 in Tomaszów Mazowiecki auf den 29. Platz im Mehrkampf. Zudem gewann sie dort die Bronzemedaille mit der Staffel. In der Saison 2018/19 nahm sie in Almaty erstmals am Shorttrack-Weltcup teil, wobei sie den 16. Platz über 1000 m errang, und holte bei den Juniorenweltmeisterschaften 2019 in Montreal erneut die Bronzemedaille mit der Staffel. In den Einzelrennen erreichte sie dort den 23. Platz über 500 m, den 21. Rang über 1000 m und den zehnten Platz über 1500 m. Bei den Europameisterschaften 2021 in Danzig holte sie die Bronzemedaille mit der Staffel und kam bei den Weltmeisterschaften 2022 in Montreal auf den 24. Platz im Mehrkampf sowie auf den vierten Rang mit der Staffel. In der folgenden Saison erreichte sie in Montreal sowie in Salt Lake City mit dritten Plätzen mit der Staffel ihre ersten Podestplatzierungen im Weltcup und gewann bei den Europameisterschaften 2023 in Danzig mit der Staffel die Bronzemedaille. Zudem wurde sie dort Zehnte über 1500 m sowie Siebte über 1000 m und belegte beim Saisonhöhepunkt, den Weltmeisterschaften 2023 in Seoul, den 13. Platz über 1500 m sowie den vierten Platz mit der Staffel.
In der folgenden Saison lief Ioriatti beim Weltcup in Seoul mit dem zweiten Platz mit der Mixed-Staffel erneut aufs Podest und holte bei den Europameisterschaften 2024 in Danzig jeweils die Silbermedaille mit der Staffel sowie über 1500 m. Außerdem errang sie dort den achten Platz über 500 m und den vierten Platz mit der Mixed-Staffel. Bei den Weltmeisterschaften 2024 in Rotterdam wurde sie Achte über 1500 m sowie Sechste mit der Staffel und gewann mit der Mixed-Staffel die Silbermedaille. Zu Beginn der Saison 2024/25 holte sie in Montreal mit der Staffel ihren ersten Weltcupsieg und errang dort in der folgenden Woche den zweiten Platz mit der Staffel. Es folgten drei zweite Plätze mit der Staffel und einen zweiten Platz mit der Mixed-Staffel. Bei den Europameisterschaften 2025 in Dresden gewann sie über 1500 m die Silbermedaille und mit der Staffel die Goldmedaille. Zudem errang sie dort mit der Mixed-Staffel und über 1000 m jeweils den vierten Platz. Beim Saisonhöhepunkt, den Weltmeisterschaften 2025 in Peking, wurde sie Zehnte mit der Staffel, Neunte über 1500 m und Achte über 1000 m. Mit der Mixed-Staffel holte sie dort die Silbermedaille.
Ihr Vater Ermanno Ioriatti und ihre Mutter Elisabetta Pizio waren im Eisschnelllauf aktiv.

## Erfolge

### Weltmeisterschaften
- 2022 Montreal: 4. Platz Staffel, 16. Platz 1500 m, 22. Platz 500 m, 24. Platz Mehrkampf, 34. Platz 1000 m
- 2023 Seoul: 4. Platz Staffel, 13. Platz 1500 m
- 2024 Rotterdam: 2. Platz Mixed-Staffel, 6. Platz Staffel, 8. Platz 1500 m
- 2025 Peking: 2. Platz Mixed-Staffel, 8. Platz 1000 m, 9. Platz 1500 m, 10. Platz Staffel

### Europameisterschaften
- 2021 Danzig: 3. Platz Staffel
- 2023 Danzig: 3. Platz Staffel, 7. Platz 1000 m, 10. Platz 1500 m
- 2024 Danzig: 2. Platz 1500 m, 2. Platz Staffel, 4. Platz Mixed-Staffel, 8. Platz 500 m
- 2025 Dresden: 1. Platz Staffel, 2. Platz 1500 m, 4. Platz 1000 m, 4. Platz Mixed-Staffel

### Platzierungen im Weltcup

#### Weltcupsiege im Team
| Nr. | Datum            | Ort        |
| --- | ---------------- | ---------- |
| 1.  | 26. Oktober 2024 | Montreal 1 |

#### Weltcup-Gesamtplatzierungen
| Saison  | Gesamt | Gesamt | 1000 m | 1000 m | 1500 m | 1500 m |
| Saison  | Punkte | Platz  | Punkte | Platz  | Punkte | Platz  |
| ------- | ------ | ------ | ------ | ------ | ------ | ------ |
| 2018/19 | –      | –      | 352    | 59.    | 74     | 66.    |
| 2019/20 | –      | –      | 10     | 105.   | 19     | 86.    |
| 2021/22 | –      | –      | 2      | 81.    | 443    | 31.    |
| 2022/23 | 79     | 44.    | –      | –      | 79     | 21.    |
| 2023/24 | 254    | 26.    | 68     | 21.    | 186    | 11.    |
| 2024/25 | 254    | 16.    | 144    | 11.    | 104    | 13.    |

### Persönliche Bestzeiten
| Distanz | Zeit         | Datum            | Ort     |
| ------- | ------------ | ---------------- | ------- |
| 500 m   | 43,548 s     | 5. Oktober 2024  | Bormio  |
| 1000 m  | 1:29,086 min | 8. Februar 2025  | Tilburg |
| 1500 m  | 2:19,137 min | 23. Oktober 2021 | Peking  |
| 3000 m  | 5:35,480 min | 20. Oktober 2019 | Bormio  |